# Bezzia analis
Bezzia analis är en tvåvingeart som beskrevs av Jean-Jacques Kieffer 1913. Bezzia analis ingår i släktet Bezzia och familjen svidknott. Inga underarter finns listade i Catalogue of Life.